# エマオの晩餐 (ヴェロネーゼ)
『エマオの晩餐』（エマオのばんさん、伊: La Cena in Emmaus, 仏: La Cène à Emmaüs, 英: The Supper at Emmaus）あるいは『エマオの巡礼者』（エマオのじゅんれいしゃ、仏: Les Pèlerins d'Emmaüs）は、イタリアのルネサンス期のヴェネツィア派の画家パオロ・ヴェロネーゼが1559年から1560年ごろに制作した絵画である。油彩。『新約聖書』「ルカによる福音書」24章で言及されている復活したイエス・キリストのエピソードを主題としている。リシュリュー枢機卿が所有した作品で、現在はパリのルーヴル美術館に所蔵されている。また異なるバージョンがドレスデンのアルテ・マイスター絵画館、ロッテルダムのボイマンス・ヴァン・ベーニンゲン美術館に所蔵されている。

## 主題
イエス・キリストの死から3日目、マグダラのマリア、ヨハンナ、およびヤコブの母マリアは、墓からイエスの遺体が消えているのを見た。彼女たちは墓の中にいた不思議な人物の言葉で「3日目に復活する」というイエスの言葉を思い出し、帰ってそのことを使徒たちに話した。ところが使徒たちは遺体の消えた墓を見てもそれを信じなかった。同じ日に2人の弟子がエルサレムからエマオという村へ向かっていると、イエスが現れて彼らに同行したが、彼らはその人物がイエスであることに気づかなかった。弟子の1人クレオパが彼にこれまで起きたことについて話すと、イエスは「愚かで心が鈍い」弟子たちのために、聖書全体にわたって自身について記してあることを説き明かした。彼らはその夜、エマオに滞在した。彼らが晩餐の席に着くとイエス自らパンを取り、祝福してちぎり、彼らに配っていると、弟子たちの目は開いて彼がイエスであると分かった。するとイエスの姿は消え失せた。

## 作品

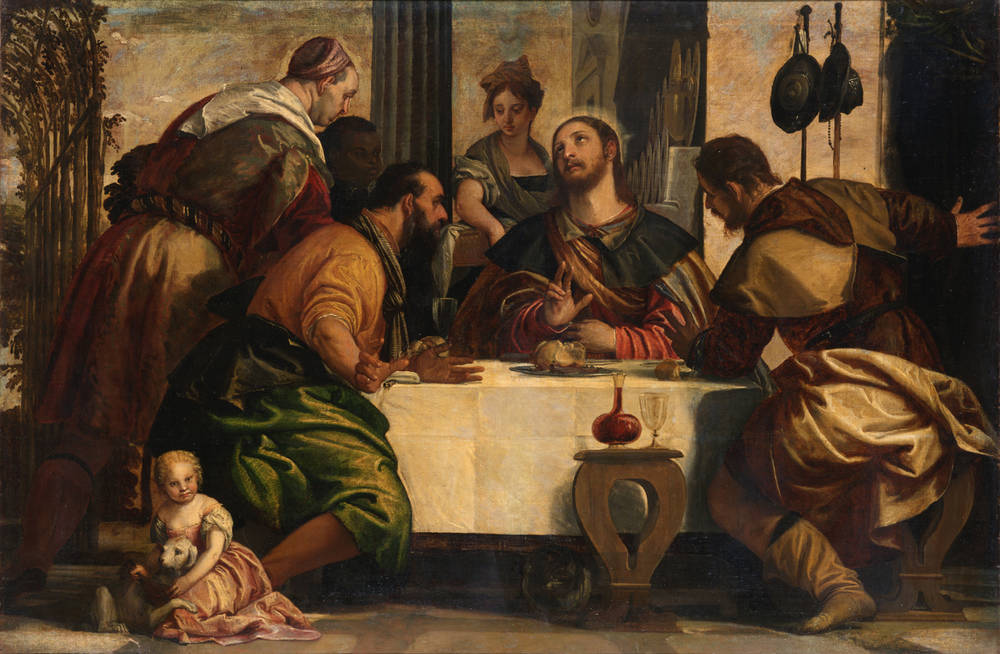
1560年ごろのバージョン。アルテ・マイスター絵画館所蔵。

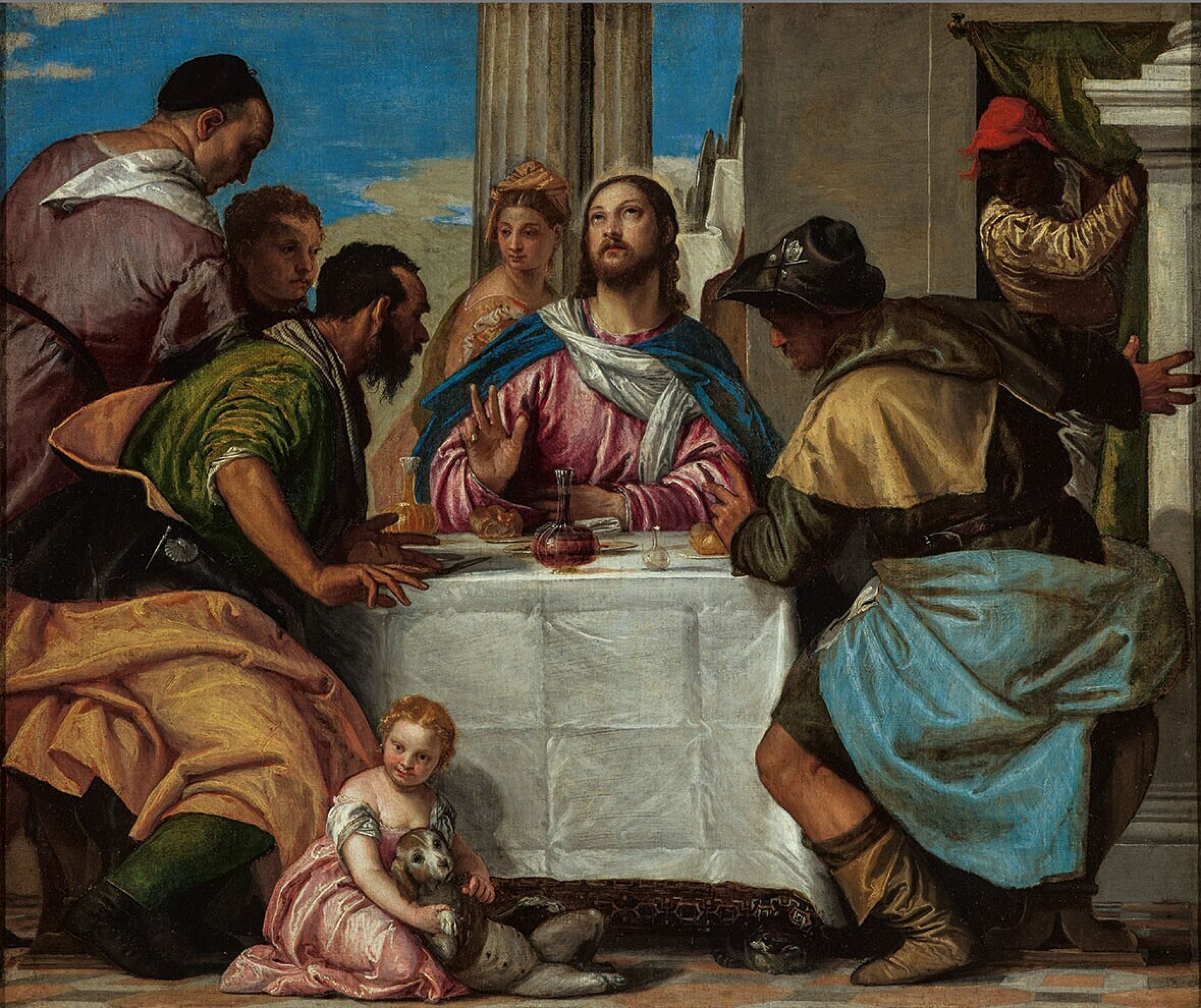
より小さなバージョン。ボイマンス・ヴァン・ベーニンゲン美術館所蔵。

ヴェロネーゼは復活したキリストがエマオへ通じる道に現れ、エマオへ巡礼していた2人の弟子によって、最終的に晩餐の席でパンを祝福したときに認識されるという福音書の物語を描いている。画面左端の遠景には、エマオに旅する弟子たちの情景が描かれている。その中には古代ローマの建造物であるセプティゾディウムも含まれている。パンを祝福しながら、天上を見上げるキリストの頭には繊細な後光が輝いている。
聖書の3人の登場人物が座るテーブルは、16世紀の衣装を着た十数名のヴェネツィア貴族とその使用人たちに囲まれている。床には3人の子供がひざまずいて犬を撫でており、他にも数人の子供たちが立っている。画面右のふくよかな女性は幼い我が子を抱いている。その背後には彼女の夫が立っているほか、おそらく彼の兄弟と思われる他の2人の紳士もテーブルを取り巻く人物群の中にいる。舞台は古典的な宮殿である。聖書の登場人物と給仕する従者を除けば、雰囲気は敬虔というよりも世俗的なもののように見える。
晩餐会が催された舞台の建築は印象的で、4本の古典的な石柱とキリストの背後にペディメントを備えた扉がある。この絵画はおそらく、ヴェネツィアの宮殿の大きく精巧な玄関ホールであるポルテゴを装飾するために発注されたと思われる。
『エマオの晩餐』は、ドラマチックな建築環境の中で、時代を聖書の時代ではなく同時代のヴェネツィアに置き換え、大きく精巧な集団肖像画として描いたヴェロネーゼの初期の聖書の饗宴を描いた絵画である。本作品の先例としてはサバウダ美術館の『パリサイ人シモンの家の晩餐』（1555年-1556年ごろ）があり、以降の例として『カナの婚礼』（1563年）や『シモンの家の晩餐』（1570年ごろ）、『レヴィ家の饗宴』（1573年）などが挙げられる。

## 来歴
絵画は17世紀にサヴォイア公ヴィットーリオ・アメデーオ1世によって所有されていたことが知られており、1635年にトリノにあるサヴォイア公の邸宅で記録された。その後すぐにシャルル1世・ド・クレキ元帥（1578年-1638年）に贈られた。彼の死後、絵画はクレキ元帥のコレクションとともにリシュリュー枢機卿の手に渡り、リシュリューは枢機卿宮殿とともに絵画をフランス国王ルイ13世に遺贈した。その後、フォンテーヌブロー宮殿、チュイルリー宮殿、ルイ14世が建設したヴェルサイユ宮殿に移された。現在はルーヴル美術館のコレクションの一部となっている。

## 物議を醸した修復
絵画は2003年から2004年、および2009年に修復された。ルーヴル美術館は、この修復によって加えられた一連の修正について、フランス、イギリス、アメリカ合衆国の美術保護活動家から厳しく批判された。2004年の修復で画面右の母親のドレスと弟子のマントの衣文が除去されたことに加えて、2004年と2009年の修復で母親の鼻、口、顔に広範囲にわたる修正が加えられた。
2003年から2004年の修復に関して、パリの芸術遺産の完全性を尊重する協会（Association for the Respect and Integrity of Artistic Heritage, ARIPA）の会長ミシェル・ファーブル＝フェリクス（Michel Favre-Félix）は、2007年の ARIPA の機関誌『ニュアンス』（Nuances）に次のように書いている。
ファーブル＝フェリクスによる2007年の母親の顔の様々な変化についての詳細な記述は、2008年と2009年に『ル・ジューナル・デ・ザール』誌で、2009年に『ル・フィガロ』紙で報告された。その後、ルーヴル美術館は2009年9月に開催された展覧会「ティツィアーノ、ティントレット、ヴェロネーゼ」の数日前に、明らかに間違いを隠蔽しようとして、秘密裏に女性の顔に追加の変更を加えた。2009年に行われたこれらの変更は、絵画の修復履歴ファイルには開示も記録もされていなかった。ファーブル＝フェリクスは新たに未公開の変更を発見し、『ニュアンス』誌の2010年から2011年版に広範な分析を掲載した。2010年後半、彼はアートウォッチUKのオンラインジャーナルにも次のように書いた。
2010年12月、アートウォッチUKのディレクターであるマイケル・デイリーは、画中の母親の顔の連続した4枚の写真を『オブザーバー』紙に提供し、2004年の修復後の写真について次のように述べた。
デイリーは、2009年の極密の修正はいくつかの誤りを元通りにしようとする試みを示していると述べたが、他にも「鼻の先端は再び下向きになったが、さらに鋭くなり」、「異様に大きな鼻孔」を持ち、唇は「腫れて明確な形を失った」と紹介した。

## 複製
『エマオの晩餐』に描かれている2人の子供たちを切り取って描いた複製が2点知られている。そのうちの1つは画面中央で犬と戯れる2人の少女を複製したもので、もう1つは画面右の人物群の最前列にいる黒い衣服を着た2人の少年を複製している。いずれも他の登場人物は排除され、ニュートラルな背景が描かれている。これらは18世紀のフランスの画家フランソワ・アルベール・スティエマルト（1680年–1740年）によって描かれた可能性があるが、この帰属は非常に不確実である。1799年にディジョン美術館によって取得された。

## 別バージョン
ヴェロネーゼは同時期に小さなサイズで同主題の作品を制作した。これはアルテ・マイスター絵画館に所蔵されている。さらに後年、ヴェロネーゼはさらに小さなサイズで同じ構図の作品を制作した。このバージョンは高さ66センチ、横幅79センチで、おそらく1565年から1570年ごろの作品と考えられている。4人の主要人物に加えて周囲に3人の大人と、犬を抱いて床に座っている幼い女の子が描かれた。ボイマンス・ヴァン・ベーニンゲン美術館に所蔵されており、同美術館は1958年にこの作品を取得した。

## ギャラリー

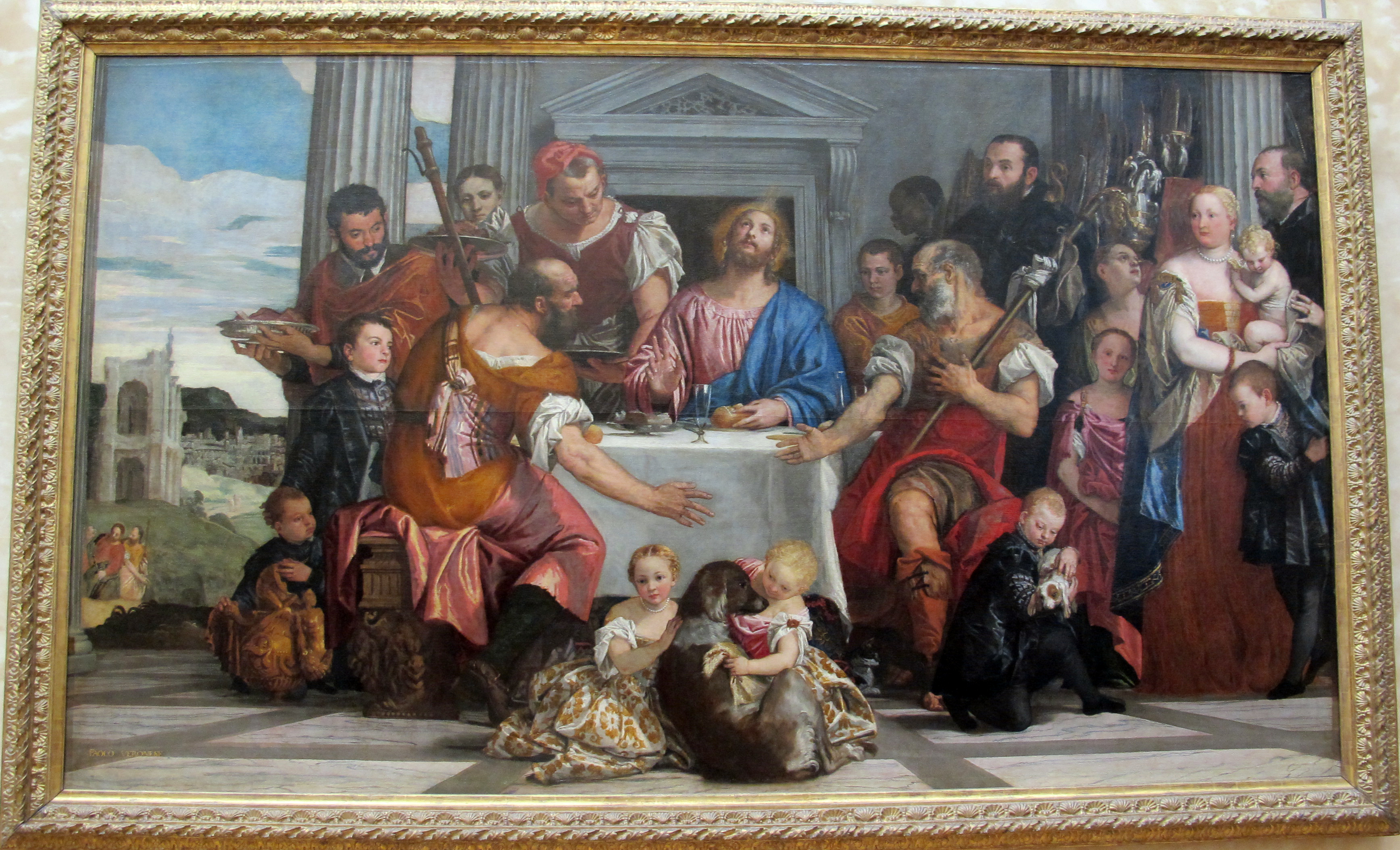
現在の額縁。
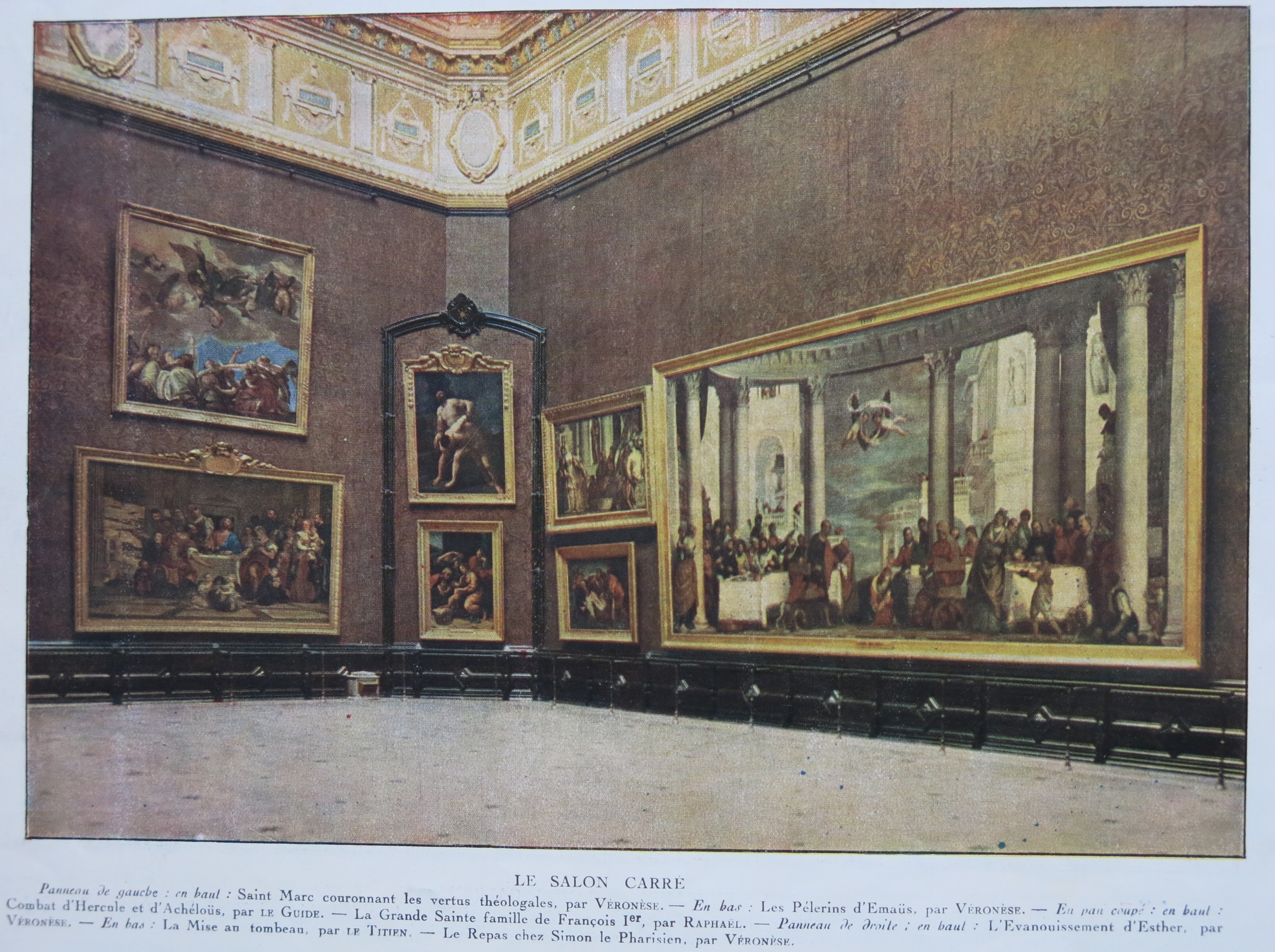
1929年のルーヴル美術館の展示。